# 孟达清真寺
孟达清真寺，又称孟达大庄清真寺，位于中国青海省循化县孟达乡孟达村，1986年5月27日公布为第四批青海省文物保护单位，2013年3月5日公布为第七批全国重点文物保护单位。